# Orosz-amerikai Társaság
Az Orosz-amerikai Társaság félhivatalosan az orosz kormányt is képviselő gyarmati kereskedelmi cég volt, melyet I. Pál orosz cár hozott létre 1799-ben a Selihov-Golikov Társaságból, mely az első egész évben fennálló prémvadásztelepet alapította a Kodiak-szigeten (1784). A társaság monopoljoggal rendelkezett az orosz–amerikai (azaz alaszkai és aleut-szigeteki) kereskedelemre, kezdetben az 55. északi, majd 1821-től az 51. északi szélességi körig kiterjedően. Bevételének egyharmada a cárt illette meg.
Kereskedelmi tevékenységének érdekében a társaság a mai Alaszka és Kalifornia területén erődöket épített; közülük a legdélebbi, Fort Ross San Franciscótól északra található, napjainkban múzeum.
Az 1840-es években a szőrmekereskedelemből származó bevételek csökkenni kezdtek, az orosz kormány átvette a társaság irányítását a kereskedőktől, mely ettől kezdve hivatalosan is a közigazgatás irányítója lett, vezetője kormányzói posztot töltött be. A cég helyzetén azonban már nem lehet javítani: a Moszkvától való nagy távolság miatt nehéz volt a kapcsolattartás, a szállítás és a védelem költségeit az államkincstár nem tudta finanszírozni, az orosz birodalom így kénytelen volt feladni az amerikai kontinensen szerzett pozícióit, s 1867-ben eladta Alaszkát az Egyesült Államoknak – ez egyben a társaság megszűnését is jelentette.

## A társaság vezetői, majd kormányzói
| 1  | Alekszandr Andrejevics Baranov (1747-1819)     | 1799                 | 1818. január 11.     |
| 2  | Ludwig Karl August von Hagemeister (1780–1833) | 1818. január 11.     | 1818. október 24.    |
| 3  | Szemjon Ivanovics Janovszkij (?-?)             | 1818. október 24.    | 1820. szeptember 25. |
| 4  | Matvej Ivanovics Muravjov (1784-1826)          | 1820. szeptember 25. | 1825. október 14.    |
| 5  | Pjotr Jegorovics Csisztyakov (1790-1862)       | 1825. október 14.    | 1830. június 1.      |
| 6  | Ferdinand Petrovics Vrangel báró (1797-1870)   | 1830. június 1.      | 1835. október 29.    |
| 7  | Ivan Antonovics Kuprejanov (1800-1857)         | 1835. október 29.    | 1840. május 25.      |
| 8  | Adolf Karlovics Etolin (1798-1876)             | 1840. május 25.      | 1845. július 9.      |
| 9  | Mihail Dmitrijevics Tyebenykov (1802-1872)     | 1845. július 9.      | 1850. október 14.    |
| 10 | Nyikolaj Jakovlevics Rozenberg (?-1857)        | 1850. október 14.    | 1853. március 31.    |
| 11 | Alekszandr Iljics Rudakov (?-?)                | 1853. március 31.    | 1854. április 22.    |
| 12 | Sztyepan Vasziljevics Vojevodszkij (?-1884)    | 1854. április 22.    | 1859. június 22.     |
| 13 | Ivan Vasziljevics Furugelm (1821-1909)         | 1859. június 22.     | 1863. december 2.    |
| 14 | Dmitrij Petrovics Makszutov (1832-1889)        | 1863. december 2.    | 1867. október 18.    |